# Klarnetnik brązowy
Klarnetnik brązowy (Myadestes lanaiensis woahensis), w jęz. hawajskim ʻĀmaui – wymarły podgatunek klarnetnika bladego, ptaka z rodziny drozdowatych (Turdidae). Status taksonomiczny tego ptaka niepewny, traktowany jako podgatunek M. lanaiensis lub odrębny gatunek. Występował endemicznie na Hawajach, na wyspie Oʻahu (Stany Zjednoczone).
Niewiele wiadomo o ekologii tego ptaka.
Znany jest z okazu wzorcowego zebranego w 1825 r. przez Andrew Bloxama (okaz nie zachował się do dziś) oraz ze znalezionych pozostałości szkieletu.
Ostatnim widzianym (i tym samym zebranym) był osobnik Bloxama z 1825 r. Przyczyny wymarcia tego ptaka nie są dokładnie znane, prawdopodobnie głównymi czynnikami było niszczenie jego siedlisk i ptasia malaria.
Lokalna nazwa tego ptaka: „ʻĀmaui”, wywodzi się z manu a Māui, co znaczy: „ptak Māui” (Māui to bohater w mitologii hawajskiej).